# Bernard Charlot
Pour les articles homonymes, voir Charlot (homonymie).
Bernard Charlot est un pédagogue et un chercheur en sciences de l'éducation, professeur honoraire de sciences de l'éducation à l'université de Paris 8.

## Formation
Bernard Charlot est ancien élève de l'École normale supérieure de Saint-Cloud, agrégé de philosophie (1968) et docteur d'État en Lettres et sciences (1991). Il est nommé professeur à l'université Paris 8 en 1991. Il est chercheur invité à l'Université fédérale du Sergipe (Aracaju).

## Parcours de recherche et institutionnel
Il est engagé dans des recherches en lien avec le rapport au savoir et le rapport à l'école, notamment en milieu populaire, et les zones d'éducation prioritaires et territorialisation des politiques éducatives
Il fonde l'équipe de recherche en sciences de l'éducation EScol (« Éducation, socialisation et collectivités locales ») en 1987. La thématique de recherche porte sur l'évolution socio-historique des contextes et des formes d'éducation et d'enseignement, la différenciation scolaire et différenciation sociale, la socialisation scolaire et non scolaire, la recomposition des modalités du travail éducatif entre les différentes institutions que sont la famille, l'école, les associations périscolaires. EScol développe également une thématique de recherche sur l'enseignement supérieur, ainsi qu'une thématique de recherche sur l'expérience du sujet en situation sociale.

## Publications
- La mystification pédagogique : réalités sociales et processus idéologiques dans la théorie de l'éducation, Payot, 1976
- Faire des mathématiques : le plaisir du sens, avec Rudolf Bkouche et Nicolas Rouche, Armand Colin, 1991
- École et savoir dans les banlieues et ailleurs, avec Élisabeth Bautier et Jean-Yves Rochex, Armand Colin, 1992  (ISBN 2-200-01198-9)
- (Direction) L'école et le territoire : nouveaux espaces, nouveaux enjeux, Paris, Armand Colin, 1994
- Les sciences de l'éducation, un enjeu, un défi, ESF éditeur, 1995
- Du rapport au savoir, éléments pour une théorie, Anthropos, 1997
- Les jeunes, l’insertion, l’emploi, avec Dominique Glasman, Paris, PUF, 1998
- Le rapport au savoir en milieu populaire. Une recherche dans les lycées professionnels de banlieue, Anthropos, 1999
- « Rapport au savoir, lutte contre les inégalités scolaires et politiques éducatives : comment penser les rapports entre devenir collectif et histoire singulière », in Dialogue, no 96-97, 2000, p. 24-30
- « La problématique du rapport au savoir », in Ahmed Chabchoub (dir), Rapports aux savoirs et apprentissage des sciences, Tunis, ATRD, 2000
- (Direction) Les jeunes et le savoir : perspectives internationales, Anthropos, 2001
- « La notion de rapport au savoir : points d’ancrage théorique et fondements anthropologiques », in Geneviève Therriault, Dorothée Baillet, Marie-France Carnus, Valérie Vincent (dir.), Les jeunes et le savoir, Anthropos, 2001, p. 5-24
- « Éducation ou Barbarie. Pour une Anthropologie-Pédagogie Contemporaine », Bernard Charlot, Economica, 2020,  (ISBN 978-2-7178-7105-0)